# Necròpolis de Dra-Abu al-Naga
La necròpolis de Dra Abu al-Naga (àrab: مقابر ذراع أبو النجا, maqābir Ḏrāʿ Abū an-Najā) és una necròpolis a l'oest de Luxor, al nord-est del temple de Hatshepsut, dins del conjunt de necròpolis de nobles i alts funcionaris de la cort dels faraons conegut amb el nom de Vall dels nobles, en el que hi ha 114 tombes d'alts oficials i 17 de faraons. Les tombes es cataloguen segons la denominació "TT" (Theban Tomb o Tomba Tebana), que inclou totes les tombes descobertes a la necròpolis de Tebes, excepte les de la Vall dels Reis (catalogades "KV") i les de la de les Reines (catalogades "QV").
Els primers sepulcres foren construïts pels sistema anomenat Saff, paraula àrab per designar a un objecte ple de forats, que és l'aspecte de les tombes des l'exterior. Les tombes estan excavades a la pedra, sostingudes mitjançant columnes i segueix una sala rectangular. El seu estat de conservació és dolent.
Es poden visitar les tombes de Roi (TT255) i Shuroi (TT13) que han estat restaurades. El complex mortuori d'Amenhotep I i de la seva dona Ahmose-Nefertari és el més rellevant del conjunt. Al complex hi ha el temple de Mentuhotep II, els temples dels Antefs (Dinasties XI i XVII) i la tomba-piràmide del faraó Ahmose I i la reina Tetisheri.
Fou excavada per Clarence Fisher del 1921 al 1923 i per Lanny Bell el 1967.

## Tombes més destacades
- Amenhotep I
- Tut
- Hray
- Shuroi (TT13)
- Hui
- Tetiky (fill d'Ahmose)
- Panehsy
- Baki
- Amenmose
- Montukherkhopshef

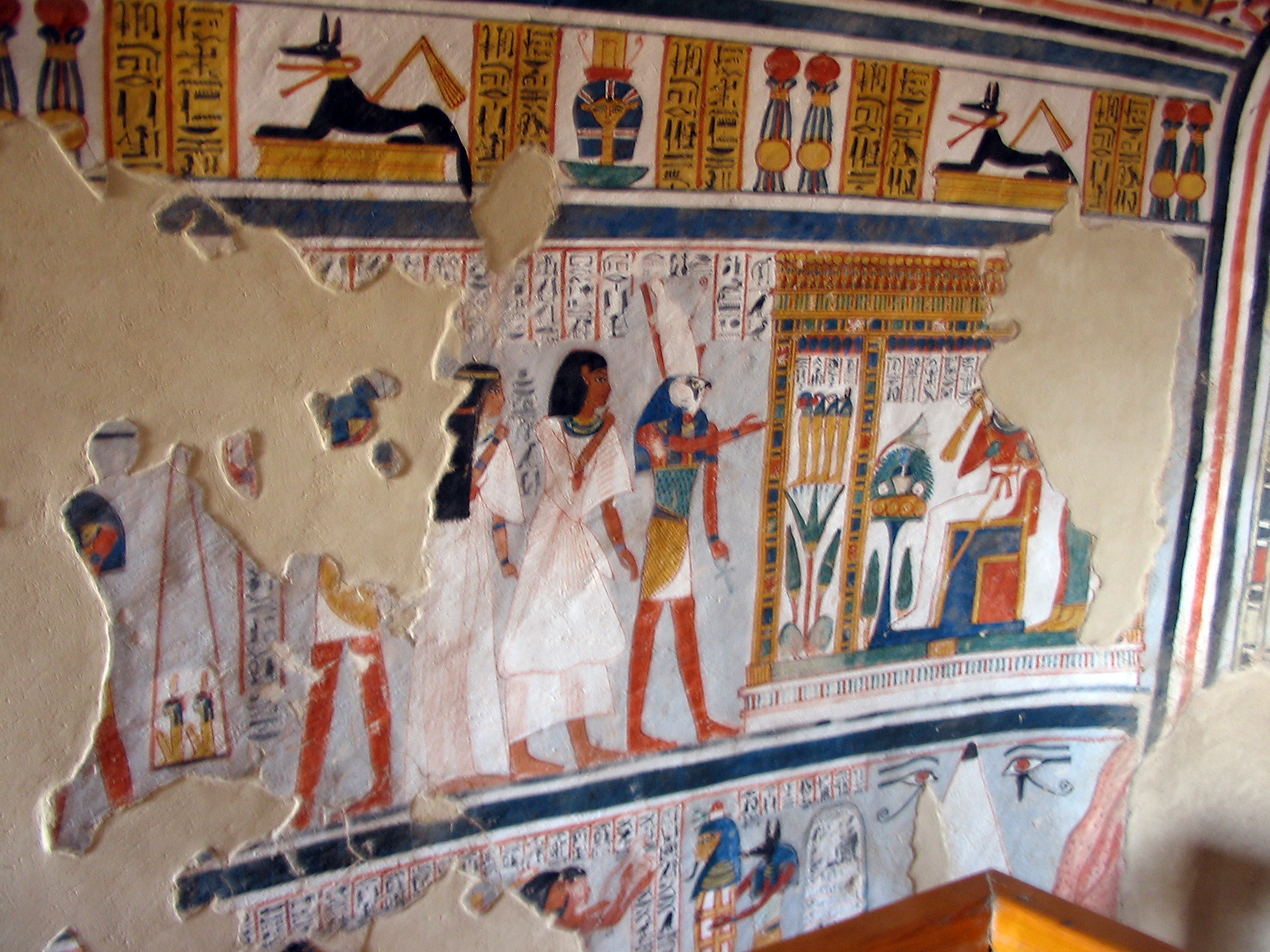
Decoració de la TT255 - Tomba de Roi

- 4 de personatges anomenats Nebamon
- Kefia (Neferronpet)
- Bakenkhons
- Samut
- Nu
- Amenemopet
- Amenmose
- Userhet
- Heti
- Tati
- Antef
- Pennesuttawy
- Nebwanenef
- Thonefer
- Raia
- Besenmut
- Nakht
- Kenamon
- Amenemhat
- Intef
- Nehemawai
- Ramose
- Ani
- Senna
- Nebamon
- Tharwas
- Saroi i Amenhotep
- Roi
- Hornakht
- Wennefer
- Penhet
- Roi (escriba reial)
- User
- Khaemwaset
- Mentuhotep Sankhkare
- Nakht
- Roma (Roi)
- Pahemnetjer
- Iny
- Niay
- Pendua
- Bakenkhons
- Setau virrei de Kush
- Ramessenakhte
- Anhotep virrei de Kus
- Hori
- Paraemheb
- Paser
- Piay
- Paser
- Irdjanen
- Thonefer
- Penrenutet
- Piai
- Nebseni
- 14 de personatges no identificats
- Tomba ANB